# Wilhelm Leibl
Wilhelm Maria Hubertus Leibl (23. října 1844 – 4. prosince 1900) byl německý realistický malíř portrétů a scén z rolnického života.

## Život

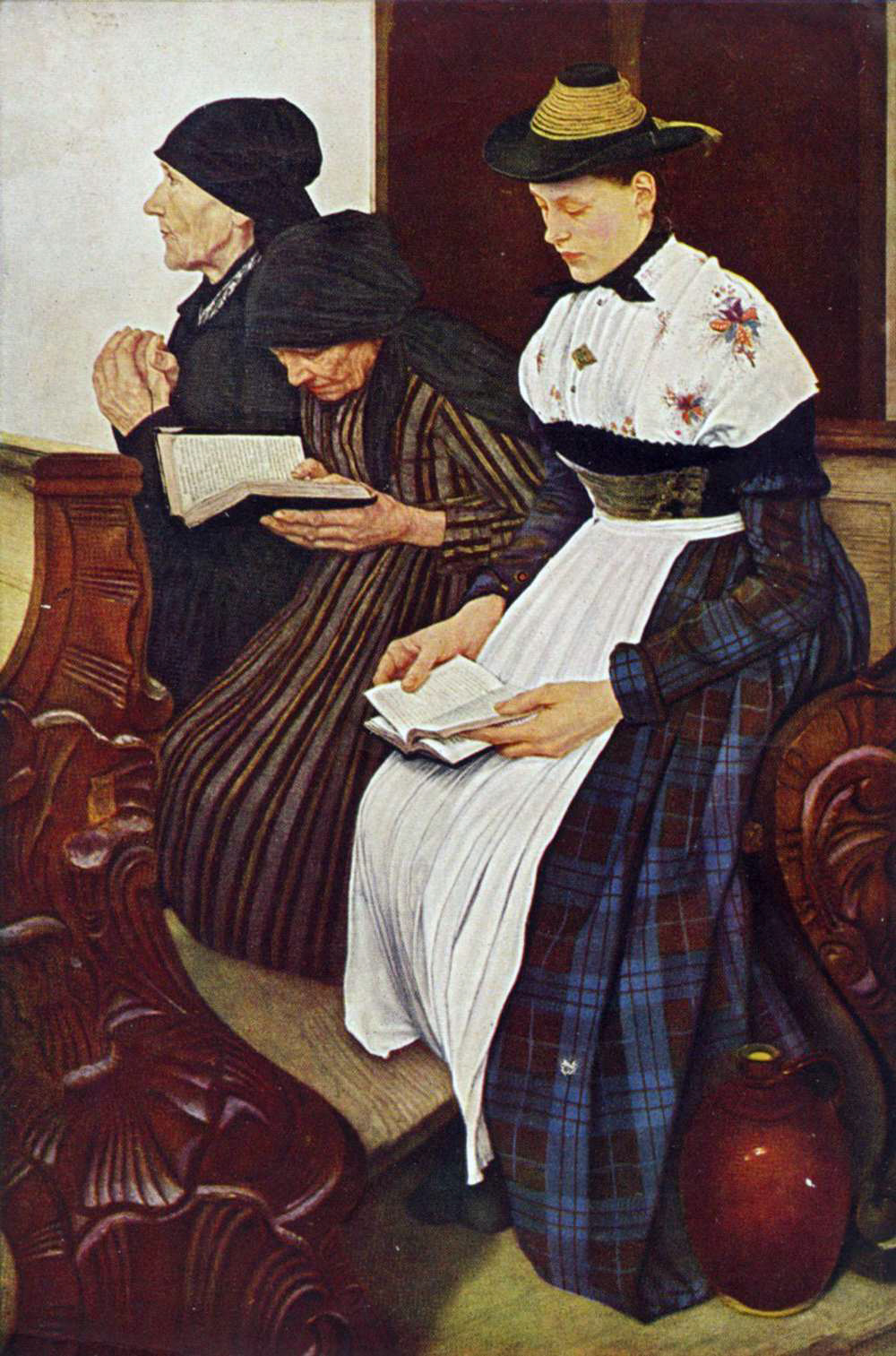
Tři ženy v kostele (1881)

Leibl se narodil v Kolíně nad Rýnem, kde jeho otec byl ředitelem katedrálního sboru. Před zahájením uměleckého výcviku u místního malíře Hermanna Beckera v roce 1861 se vyučil zámečníkem. V roce 1864 vstoupil na mnichovskou akademii a poté studoval u několika umělců, včetně Karla Pilotyho. V roce 1869 založil se skupinou kolegů ateliér, jeho společníky byli Johann Sperl, Theodor Alt a Rudolf Hirth du Frênes. Přibližně ve stejnou dobu navštívil Mnichov Gustave Courbet, aby zde vystavil své dílo, a ukázkami malby alla prima přímo v přírodě udělal na mnoho místních umělců značný dojem. Leiblovy obrazy, které doposud odrážely jeho obdiv k holandským starým mistrům, se stylově uvolnily a předměty na nich byly malovány hustými tahy štětcem na tmavém pozadí.
V roce 1869 Leibl odešel na Courbetův návrh do Paříže, kde byl představen Édouardovi Manetovi, ale v roce 1870 se kvůli vypuknutí francouzsko-pruské války musel vrátit do Německa. V roce 1873 Leibl opustil Mnichov a odstěhoval se na izolovaný bavorský venkov, kde maloval místní rolníky ve scénách z všedního života bez sentimentality nebo karikatury. Skicovitost jeho dřívějších obrazů vystřídala větší přesnost a pozornost věnovaná kresbě. V letech 1878–1882 namaloval v Berblingu své asi nejznámější dílo Tři ženy v kostele (Kunsthalle, Hamburk). Jeho intenzivně realistický a přesně popisující styl připomíná Hanse Holbeina. Během následujících let se přestěhoval do města Bad Aibling a v roce 1892 do Kutterlingu. Jeho obrazy nyní disciplinovanou kresbu, kterou přijal v 80. letech 18. století, propojily s novou jemností a zářivostí.
Leibl maloval bez předběžného kreslení, začínal hned pracovat s barvou, což je styl, kterým se podobá impresionismu. Jeho odhodlání reprezentovat realitu, jak ji oko vidí, mu vyneslo uznání jako předního umělce skupiny známé jako Leibl-Kreis (Leiblův kroužek), kam dále patřili Carl Schuch, Wilhelm Trübner, Otto Scholderer, a Hans Thoma.
Během první poloviny 70. let 19. století Leibl také vytvořil řadu 19 leptů. Jeho uhlokresby jsou koncipovány ve velkých masách světla a stínu, blokově, jako by používal štětec a barvu.
V roce 1898 Leibl navštívil Nizozemsko a jeho práce se v následujícím roce objevila na výstavě Berlínská secese. Zemřel ve Würzburgu v roce 1900.

## Galerie

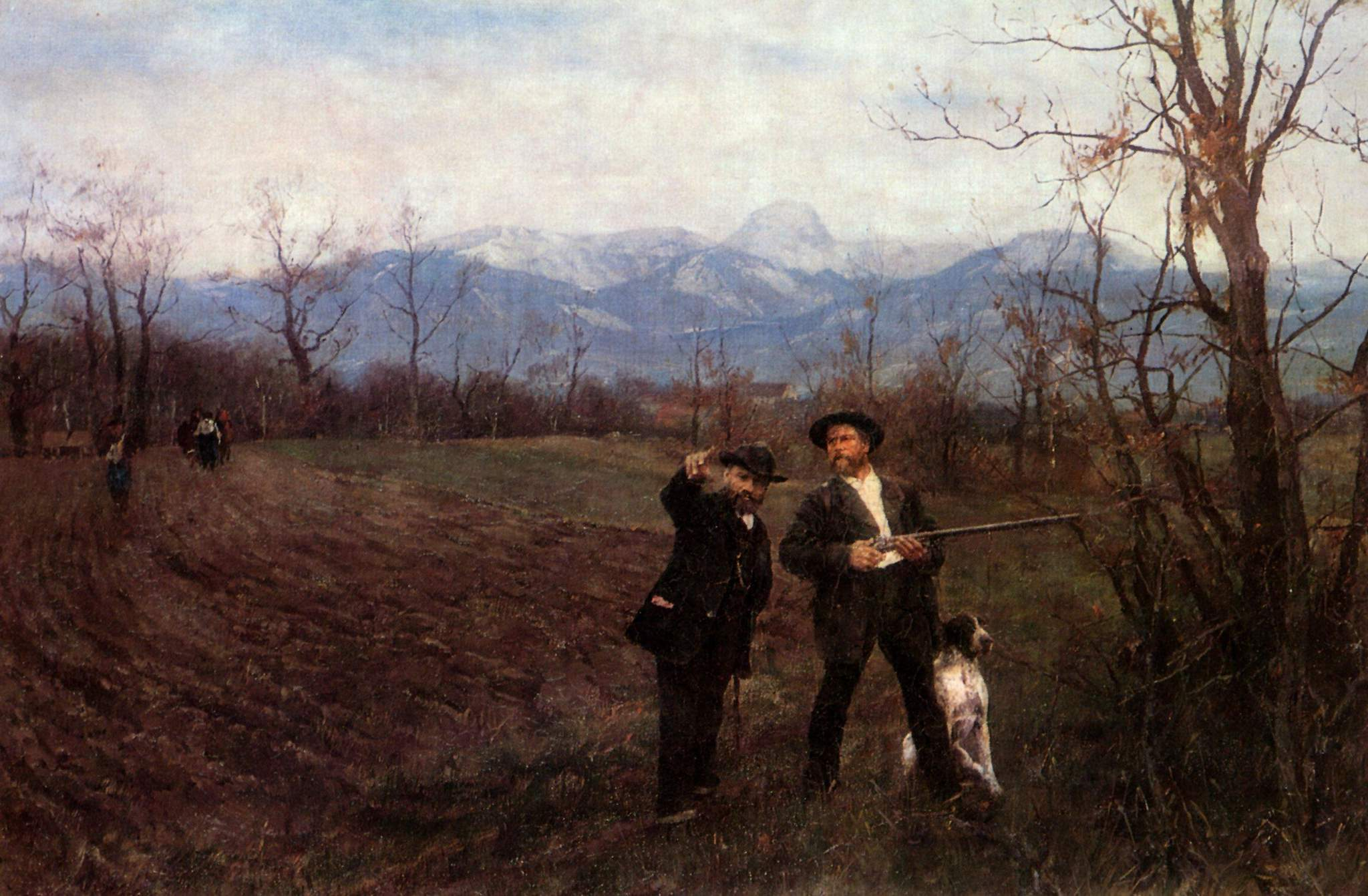
Wilhelm Leibl a Johann Sperl na lovu, 1890–1895, olej na plátně, Neue Pinakothek
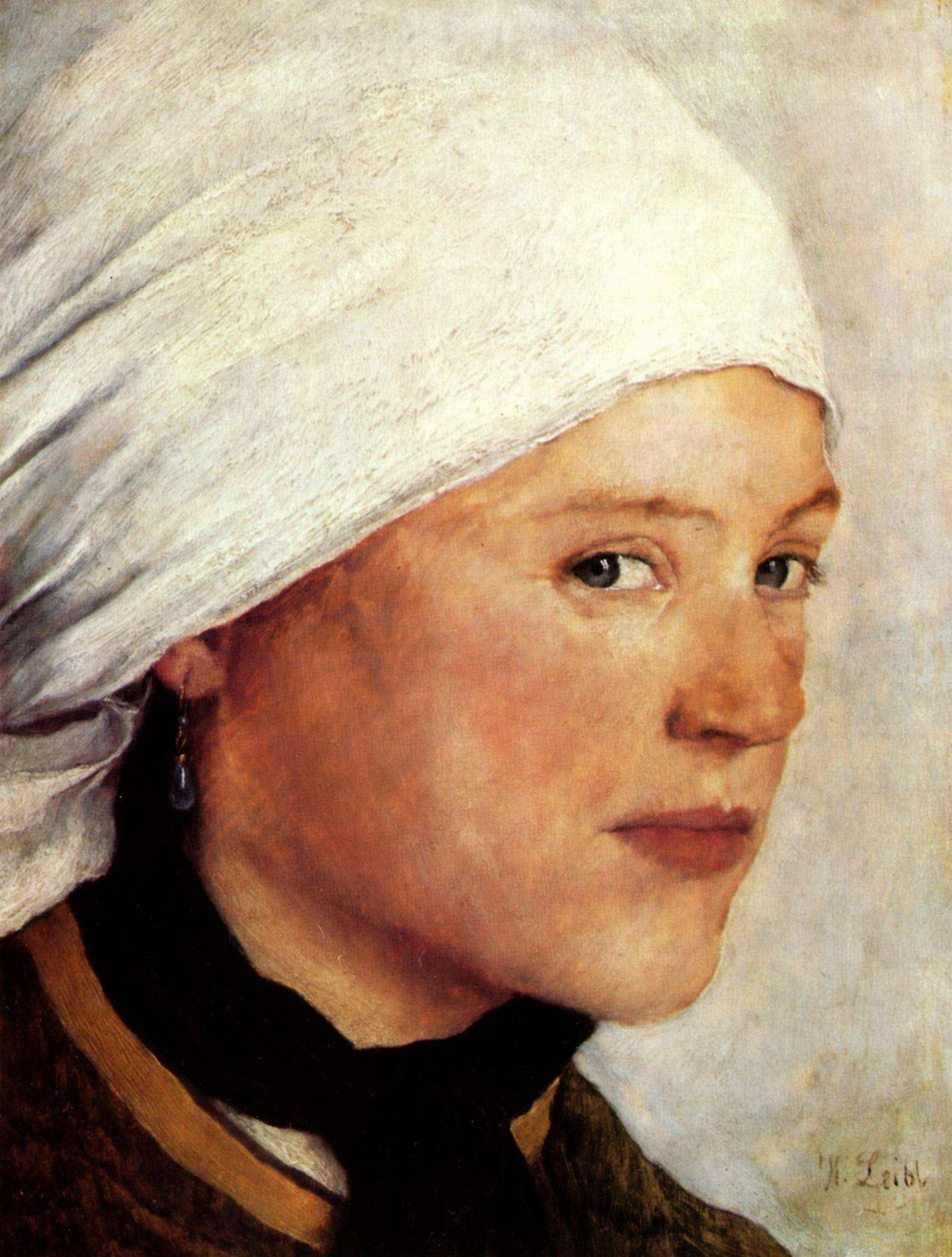
Dívka s bílým šátkem, kolem 1876, olej na panelu
V selské světnici, 1890, olej na panelu
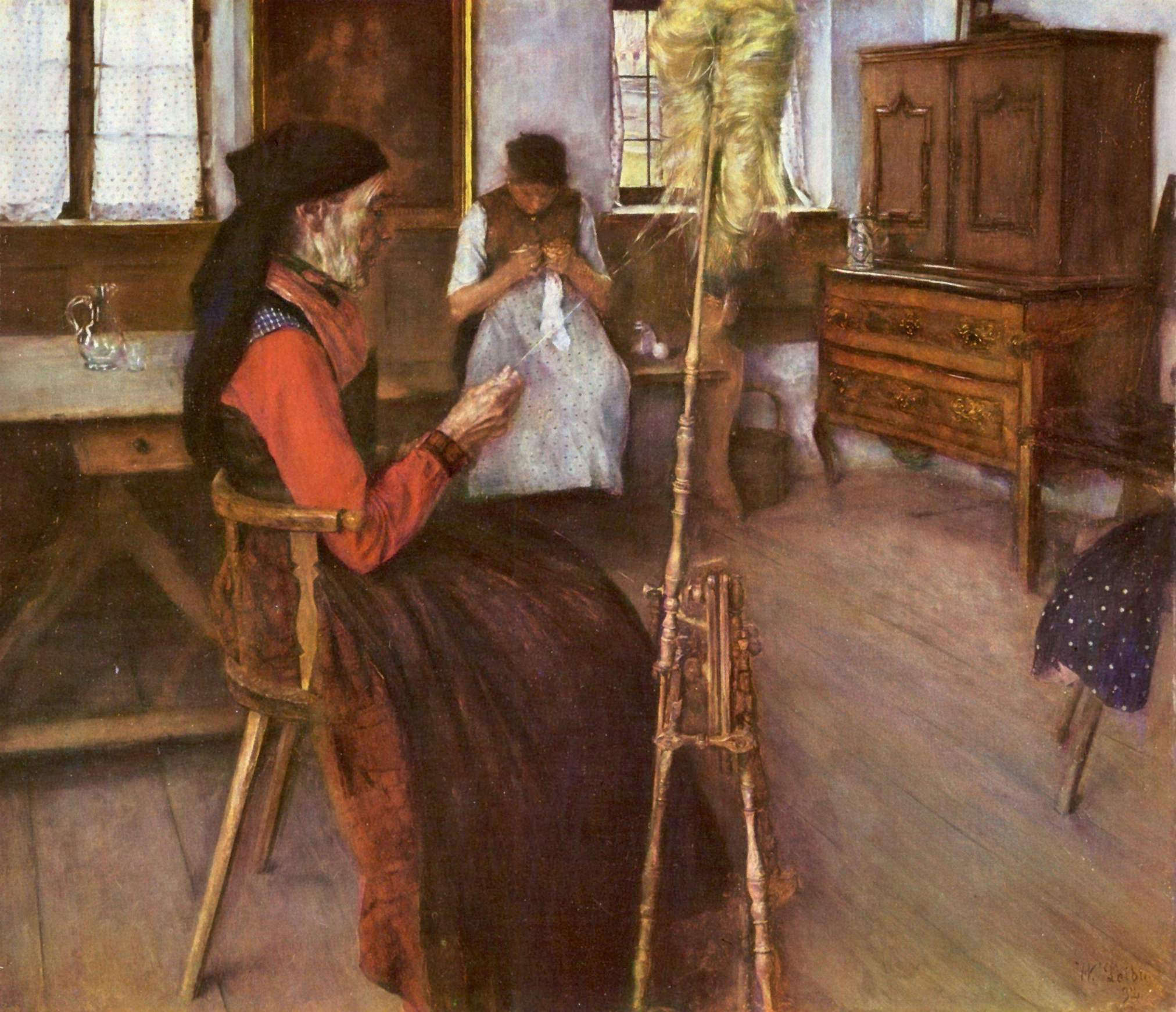
Přadlena, 1892
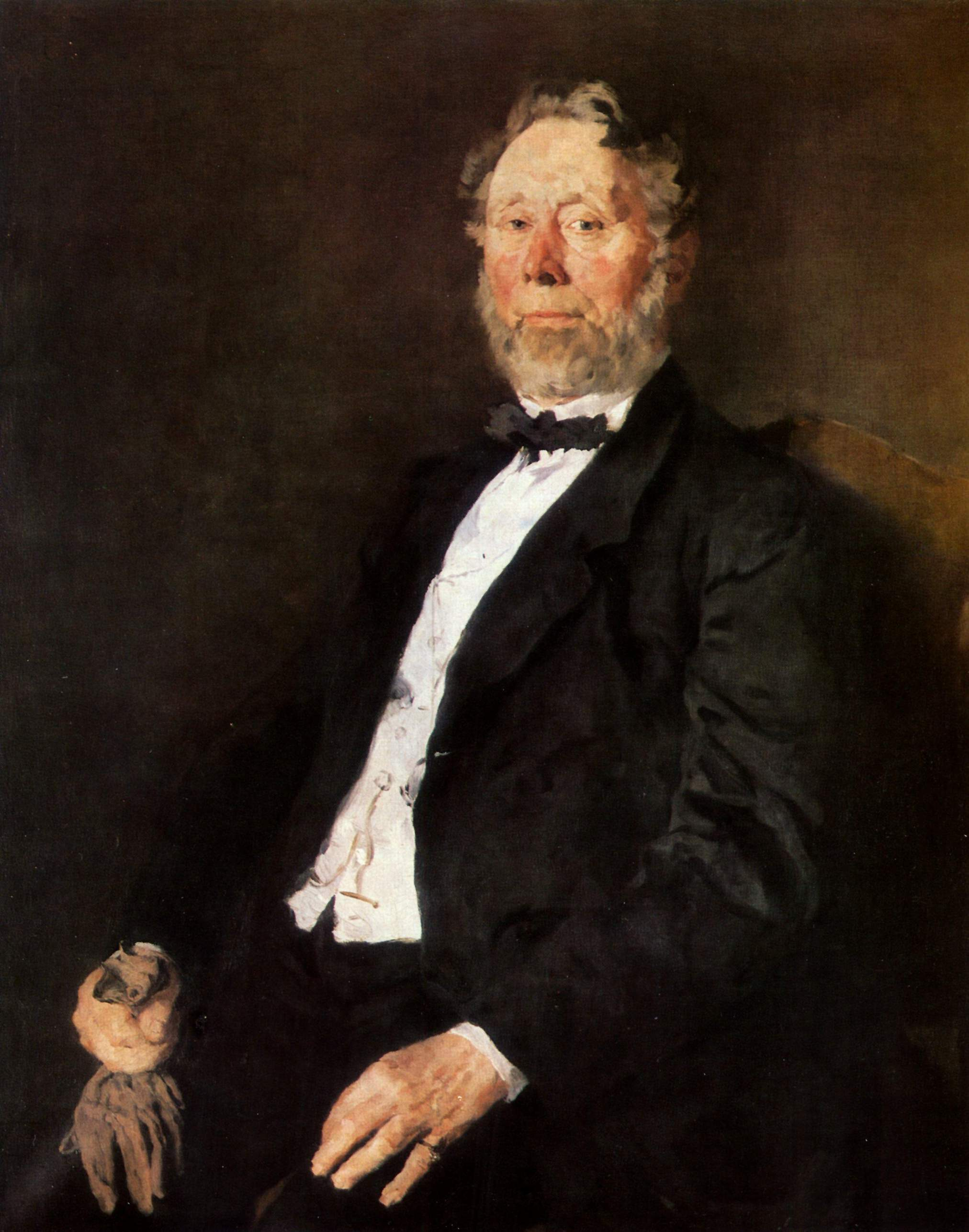
Johann Heinrich Pallenberg, 1871
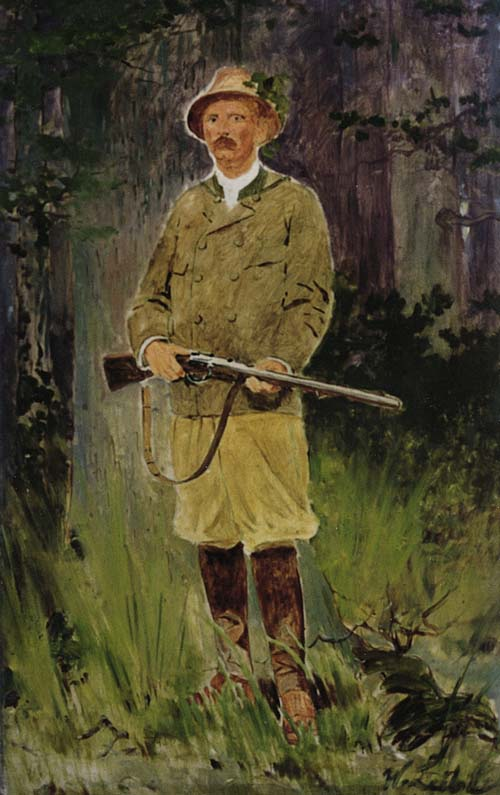
Freiherr von Perfall jako lovec
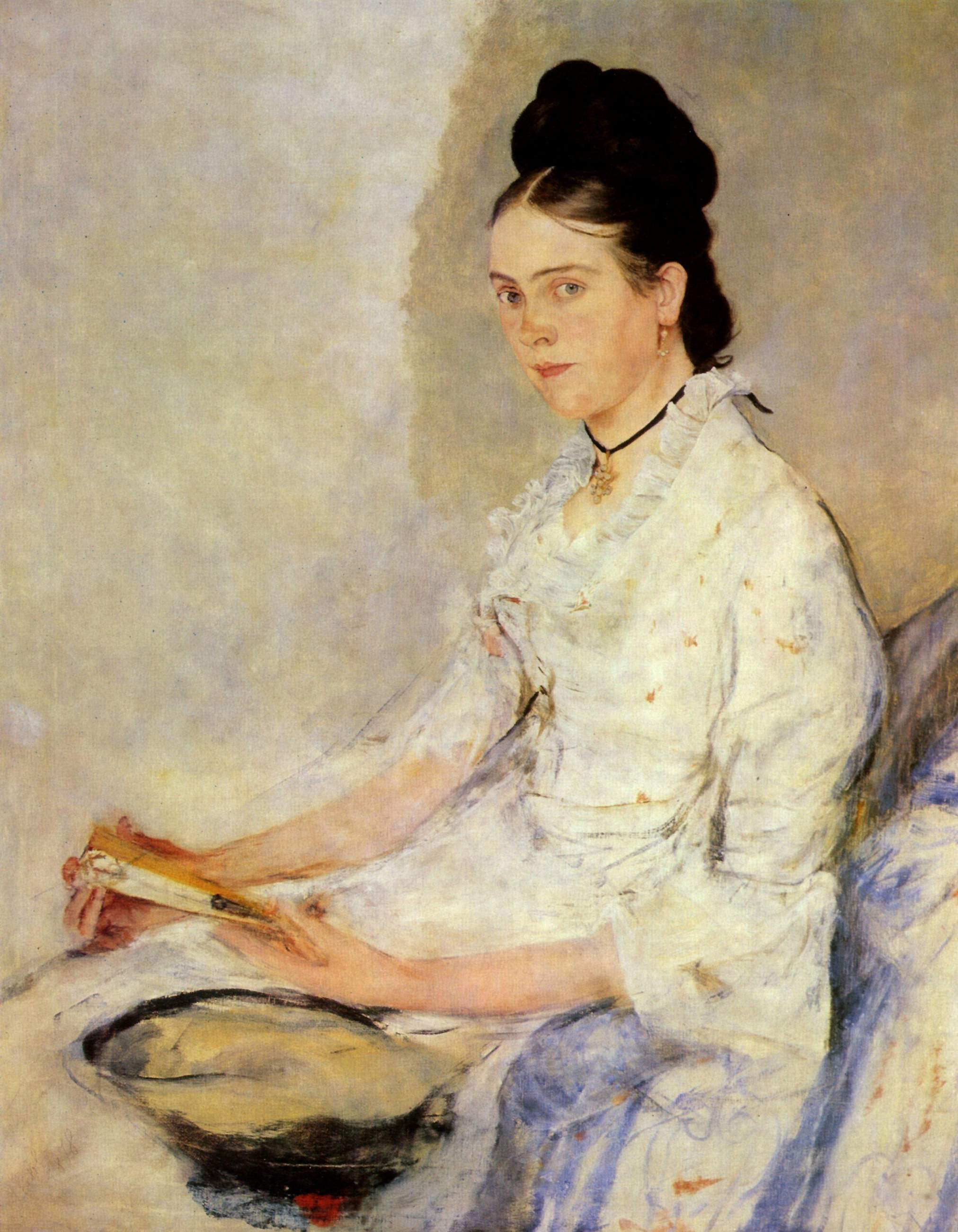
Portrét Rosine Fischlerové, hraběnky Treubergové, 1878
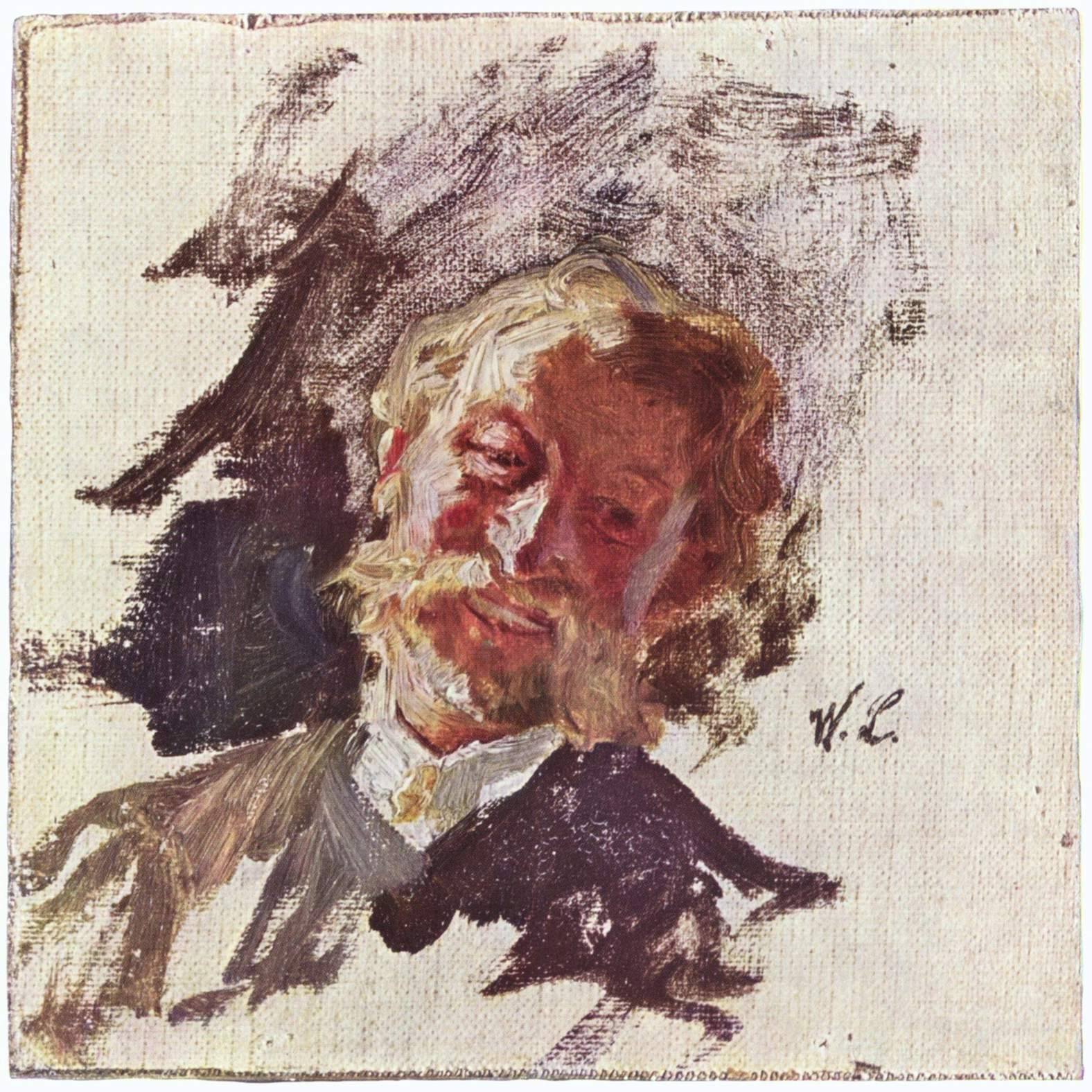
Portrét muže, kolem 1890
Dívka s černým šátkem, 1879, olej na desce (detail)
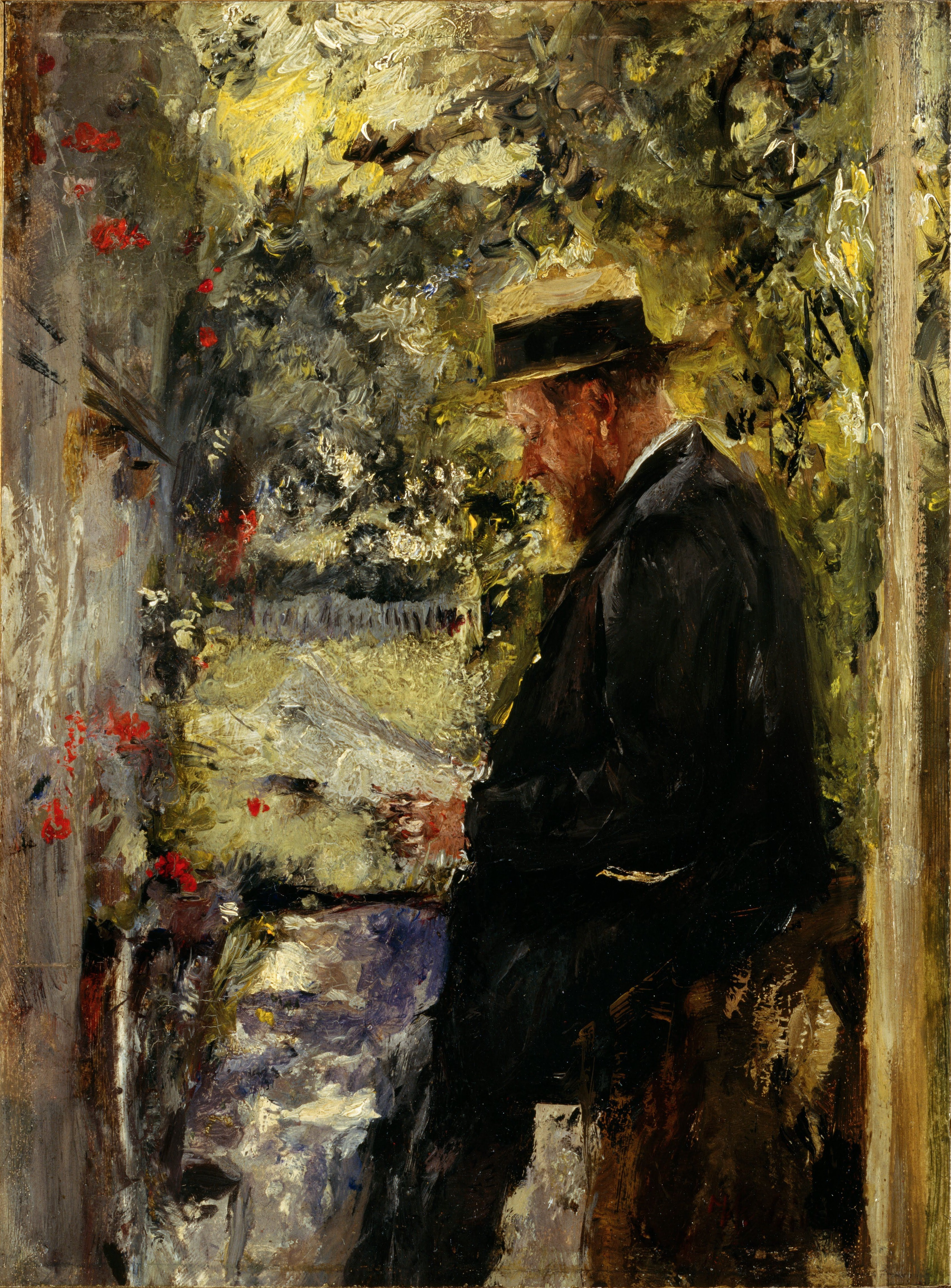
Veterinární lékař dr. Reindl v altánku, kolem 1890